# Столна
Столна (рум. Stolna) — село у повіті Клуж в Румунії. Входить до складу комуни Севедісла.
Село розташоване на відстані 328 км на північний захід від Бухареста, 16 км на південний захід від Клуж-Напоки.

## Населення
За даними перепису населення 2002 року у селі проживала 221 особа, з них 217 осіб (98,2%) румунів. Усі жителі села рідною мовою назвали румунську.